# Marit Söderström
Marit Söderström (Västerås, 25 ottobre 1962) è un'ex velista svedese.

## Palmarès

### Olimpiadi
- 1 medaglia:
  - 1 argento (Seul 1988 nella classe 470)

### Mondiali
- 3 medaglie:
  - 3 ori (Kinston 1980 nel Laser Radial; Halmstad 1985 nel Laser Radial; Haifa 1988 nella classe 470)